# ファーウーガ・ムアグトゥティア
ファーウーガ・ムアグトゥティア（Faauuga Tia Muagututia、1958年5月13日 - ）はアメリカ領サモアの男子ボブスレー選手。パゴパゴ生まれ。

## 人物
1994年のリレハンメルオリンピックのボブスレー競技にアメリカ領サモアから初の冬季オリンピック出場者として出場した。ブラッド・キルツとともに二人乗りに出場したが、39位に終わっている。